# شافكي المنيري
شافكي المنيري، هي مذيعة مصرية؛ زوجة الفنان الراحل ممدوح عبد العليم.

## بدايتها
بدأت العمل في التلفزيون بعد تخرجها من كلية الألسن واستمرت فيه لمدة عامين؛ ثم انتقلت للعمل مع قناة إم بي سي واستمرت فيها لمدة خمس سنوات، قدمت خلالها برامج منوعة كان أشهرها برنامج «دنيا الموضة»، وكان أول برنامج عربي متكامل عن الأزياء والموضة العالمية؛ وبرنامج «اخترنا لكم» وهو برنامج فني ومنوعات استضافت فيه عدد من النجوم وتم تغطية عدد من المهرجانات المختلفة والمتنوعة، وكان يقدم على الهواء مباشرة.
عادت إلى مصر منذ عدة سنوات لتقديم برنامج جماهيري يحمل اسم «ماسبيرو» يناقش من خلاله قضايا الناس والمجتمع.

## كتابها «أيام في بيت المحترم»[1]
قالت الإعلامية شافكى المنيرى أن حفل توقيع كتاب «أيام في بيت المحترم» نجح بسبب الجمهور ودعم الأصدقاء، فالكتاب ليست سيرة ذاتية لحياة زوجى الراحل الفنان ممدوح عبد العليم بل كان رؤية مختلفة وفي بيوتنا المصرية هناك الكثير من القصص ولذلك قررت أن أوضح جزءا من حياة الفنان المبدع، فكان ممدوح إنسان استثنائى جدا في البيت ومع أصدقائه.